# Yuan Mei
Yuan Mei (chinesisch 袁枚, * 1716; † 1797) war ein chinesischer Dichter und Gourmet. Er ist Verfasser des Suiyuan shidan, eines berühmten chinesischen Kochbuchs.